# Plemiški in viteški nazivi v Združenem kraljestvu
Aristokracija v Združenem kraljestvu je sestavljena iz perov - nosilcev dednih nazivov (ang. peers), baronetov (dedni naziv, katerega nosilec pa ni per) in  grbonosnih zemljeposestniških družin fevdalnega porekla, ki nimajo nazivov ( ang. landowners, landed gentry) in ki jo lahko primerjamo s kontinentalnim nižjim plemstvom. Medtem ko peri in baroneti nosijo nazive, ki so jih v preteklosti njihovi predniki prejeli od angleških, škotskih in britanskih monarhov, "landed gentry" nima nobenega uradnega položaja, razen tega, da so njihovi družinski grbi registrirani pri Kraljevem heraldičnem kolegiju in imajo kot "gentlemen" mesto v angleškem in škotskem prednostnem redu. 
Baroneti so ekvivalent kontinentalnih dednih vitezov.
Vsi pripadniki britanskega plemstva razen perov so legalno gledano navadni smrtniki (ang. commoners).

## Plemstvo
Peri so takoj za kraljevsko družino vrhnji sloj britanske družbe. Obstaja pet nivojev perstva (ang. peerage). Njihovi nazivi so razvrščeni po pomembnosti. Vsi nazivi so dedni po načelu primogeniture(ob smrti nosilca naziv avtomatsko preide na (najstarejšega) sina, najbližjega moškega sorodnika oz. v zelo redkih primerih hčer, če ni moških dedičev), baron pa je lahko tudi doživljenjski naziv (ang. life peerage, ko nosilec umre, njegovi potomci ne dedujejo naziva. Takšni baronski nazivi se dandanes večinoma podeljujejo politikom, ki po odstranitvi večine dednega elementa iz lordske zbornice predstavljajo večji del članov Zgornjega doma).
| Koroneta (za uporabo na grbu) | Naziv (moški) Naziv (ženske)                                                 | Naziv v angleščini (moški) Naziv v angleščini (ženske)   | Trajanje naziva         | Naslavljanje (moški) Naslavljanje (ženske) |
| ----------------------------- | ---------------------------------------------------------------------------- | -------------------------------------------------------- | ----------------------- | ------------------------------------------ |
|                               | Vojvoda Vojvodinja                                                           | Duke Duchess                                             | dedno                   | Duke Duchess                               |
|                               | Markiz Markiza                                                               | Marquess Marchioness                                     | dedno                   | Lord Lady                                  |
|                               | Grof Grofica                                                                 | Earl Countess                                            | dedno                   | Lord Lady                                  |
|                               | Vikont Vikontinja                                                            | Viscount Viscountess                                     | dedno                   | Lord Lady                                  |
|                               | Baron (na Škotskem: Lord parlamenta) Baronica (na Škotskem: Lady parlamenta) | Baron (Lord of Parliament) Baroness (Lady of Parliament) | dedno ali doživljenjsko | Lord Lady                                  |

## Vitezi in baroneti
Baroneti tudi spadajo v plemstvo, vendar niso peri. Vitez niso plemiči, njihove titule pa niso dedne, zato jih ni moč primerjati s celinskim dednim viteštvom. Po pomembnosti si sledijo najprej vitezi oz. lady Reda hlačne podveze in Reda osata, nato baroneti oz. baronetinje (ki niso vitezi oz. dame), nazadnje pa vitezi oz. dame ostalih redov: najprej vitezi velikega križa oz. dame velikega križa, za njimi pa vitezi poveljniki oz. dame poveljnice. Čisto na koncu pa je poseben naziv vitez, ki ni član nobenega reda. Vsi nazivi so doživljenjski, razen baronet oz. baronetinja, ki je deden, vendar ne avtomatsko (kot pri perih), ampak mora dedič oz. dedinja zaprositi za dodelitev naziva in dokazati upravičenost. 
| Trak | Naziv (moški) Naziv (ženske)                                                                                           | Naziv v angleščini (moški) Naziv v angleščini (ženske) | Okrajšava (za imenom) | Trajanje naziva | Naslavljanje (moški) Naslavljanje (ženske) |
| ---- | --- | --- | --------------------- | --------------- | ------------------------------------------ |
|      | Vitez Reda hlačne podveze Lady Reda hlačne podveze                                                                     | Knight of the Most Noble Order of the Garter Lady of the Most Noble Order of the Garter                                                                                 | KG LG                 | doživljenjsko   | Sir Lady                                   |
|      | Vitez Reda osata Lady Reda osata                                                                                       | Knight of the Most Ancient and Most Noble Order of the Thistle Lady of the Most Ancient and Most Noble Order of the Thistle                                             | KT LT                 | doživljenjsko   | Sir Lady                                   |
|      | Baronet Baronetinja | Baronet Baronetess | Bt ali Bart Btss      | dedno           | Sir Dame                                   |
|      | Vitez velikega križa Reda kopeli Dama velikega križa Reda kopeli                                                       | Knight Grand Cross of the Most Honourable Order of the Bath Dame Grand Cross of the Most Honourable Order of the Bath                                                   | GCB                   | doživljenjsko   | Sir Dame                                   |
|      | Vitez velikega križa Reda svetega Mihaela in svetega Jurija Dama velikega križa Reda svetega Mihaela in svetega Jurija | Knight Grand Cross of the Most Distinguished Order of Saint Michael and Saint George Dame Grand Cross of the Most Distinguished Order of Saint Michael and Saint George | GCMG                  | doživljenjsko   | Sir Dame                                   |
|      | Vitez velikega križa Kraljevega viktorijanskega reda Dama velikega križa Kraljevega viktorijanskega reda               | Knight Grand Cross of Royal Victorian Order Dame Grand Cross of Royal Victorian Order                                                                                   | GCVO                  | doživljenjsko   | Sir Dame                                   |
|      | Vitez velikega križa Reda britanskega imperija Dama velikega križa Reda britanskega imperija                           | Knight Grand Cross of the Most Excellent Order of the British Empire Dame Grand Cross of the Most Excellent Order of the British Empire                                 | GBE                   | doživljenjsko   | Sir Dame                                   |
|      | Vitez poveljnik Reda kopeli Dama poveljnica Reda kopeli                                                                | Knight Commander of the Most Honourable Order of the Bath Dame Commander of the Most Honourable Order of the Bath                                                       | KCB DCB               | doživljenjsko   | Sir Dame                                   |
|      | Vitez poveljnik Reda svetega Mihaela in svetega Jurija Dama poveljnica Reda svetega Mihaela in svetega Jurija          | Knight Commander of the Most Distinguished Order of Saint Michael and Saint George Dame Commander of the Most Distinguished Order of Saint Michael and Saint George     | KCMG DCMG             | doživljenjsko   | Sir Dame                                   |
|      | Vitez poveljnik Kraljevega viktorijanskega reda Dama poveljnica Kraljevega viktorijanskega reda                        | Knight Commander of Royal Victorian Order Dame Commander of Royal Victorian Order                                                                                       | KCVO DCVO             | doživljenjsko   | Sir Dame                                   |
|      | Vitez poveljnik Reda britanskega imperija Dama poveljnica Reda britanskega imperija                                    | Knight Commander of the Most Excellent Order of the British Empire Dame Commander of the Most Excellent Order of the British Empire                                     | KBE DBE               | doživljenjsko   | Sir Dame                                   |
|      | Vitez (ni član nobenega reda)                                                                                          | Knight Bachelor (ni ženske ustreznice – ženske so imenovane za DBE) | Kt                    | doživljenjsko   | Sir                                        |

Vsi našteti redovi (razen Reda hlačne podveze in Reda osata) imajo tudi nižje stopnje članstva (npr. spremljevalec oz. spremljevalka, član oz. članica ...), vendar nosilci teh nazivov niso vitezi oz. dame. Enako velja za člane še mnogih drugih redov (Red zaslug, Red spremljevalcev časti ...), ki obstajajo v Združenem kraljestvu, vendar njihovi člani niso upravičeni do naziva vitez oz. dama.